# Colobanthus curtisiae
Colobanthus curtisiae là loài thực vật có hoa thuộc họ Cẩm chướng. Loài này được J.G.West mô tả khoa học đầu tiên năm 1991.